# Tác động của con người đến môi trường
- Trên cùng bên trái: Hình ảnh vệ tinh về sương mù ở Đông Nam Á.
- Trên cùng bên phải: Các chuyên gia IAEA điều tra thảm họa Fukushima.
- Giữa bên trái: một bức tranh mờ từ năm 1997 về ngành công nghiệp thủy sản, với vấn nạn đánh bắt cá quá mức.
- Ở giữa bên phải: một con chim biển trong một vụ tràn dầu.
- Phía dưới bên trái: Hệ thống thoát nước mỏ axit ở Rio Tinto.
- Dưới cùng bên phải: tranh mô tả những người định cư Bồ Đào Nha phá rừng Đại Tây Dương của Brazil, những năm 1820-25.

Tác động của con người đến môi trường bao gồm thay đổi đối với môi sinh  và hệ sinh thái, đa dạng sinh học và tài nguyên thiên nhiên  do con người gây ra trực tiếp hoặc gián tiếp, bao gồm cả sự nóng lên toàn cầu, suy thoái môi trường  (như axit hóa đại dương ), tuyệt chủng hàng loạt và mất đa dạng sinh học, khủng hoảng sinh thái và sụp đổ sinh thái. Việc thay đổi môi trường để phù hợp với nhu cầu của xã hội đang gây ra những ảnh hưởng nghiêm trọng, và chúng trở nên tồi tệ hơn khi vấn đề quá tải dân số tiếp tục tăng. Một số hoạt động của con người gây thiệt hại (trực tiếp hoặc gián tiếp) cho môi trường trên phạm vi toàn cầu bao gồm tăng dân số, tiêu thụ quá mức, khai thác quá mức, ô nhiễm và phá rừng. Một số vấn đề, bao gồm sự nóng lên toàn cầu và mất đa dạng sinh học có nguy cơ tồn tại đối với loài người, và tình trạng quá đông dân gây ra những vấn đề đó.
Thuật ngữ anthropogen chỉ định một hiệu ứng hoặc đối tượng do hoạt động của con người. Thuật ngữ này lần đầu tiên được sử dụng theo nghĩa kỹ thuật của nhà địa chất người Nga Alexey Pavlov, và nó được sử dụng lần đầu tiên bằng tiếng Anh do nhà sinh thái học người Anh Arthur Tansley để chỉ ảnh hưởng của con người đến các cộng đồng thực vật cao trào. Nhà khoa học khí quyển Paul Crutzen đã giới thiệu thuật ngữ " Anthropocene " vào giữa những năm 1970. Thuật ngữ này đôi khi được sử dụng trong bối cảnh phát thải ô nhiễm được tạo ra từ hoạt động của con người kể từ khi bắt đầu Cách mạng Nông nghiệp nhưng cũng được áp dụng rộng rãi cho tất cả các tác động lớn của con người đối với môi trường. Nhiều hành động được thực hiện bởi con người góp phần vào môi trường nóng được bắt nguồn từ việc đốt nhiên liệu hóa thạch từ nhiều nguồn khác nhau, như: điện, ô tô, máy bay, sưởi ấm không gian, sản xuất hoặc phá hủy rừng.

## Quá tải dân số

Dân số loài người từ 10000 BCE đến 2000 CE, với sự gia tăng theo cấp số nhân kể từ thế kỷ thứ mười tám.

David Attenborough mô tả mức độ dân số của con người trên hành tinh là một bội số của tất cả các vấn đề môi trường khác. Năm 2013, ông mô tả loài người là "một bệnh dịch trên Trái đất" cần được kiểm soát bằng cách hạn chế sự gia tăng dân số.
Một số nhà sinh thái học sâu sắc, chẳng hạn như nhà tư tưởng cấp tiến và nhà chính trị học Pentti Linkola, coi dân số quá mức là mối đe dọa đối với toàn bộ sinh quyển. Năm 2017, hơn 15.000 nhà khoa học trên thế giới đã đưa ra cảnh báo thứ hai cho nhân loại, khẳng định rằng sự gia tăng dân số nhanh chóng của con người là "động lực chính đằng sau nhiều mối đe dọa sinh thái và thậm chí xã hội".

## Sự tiêu thụ quá mức của con người

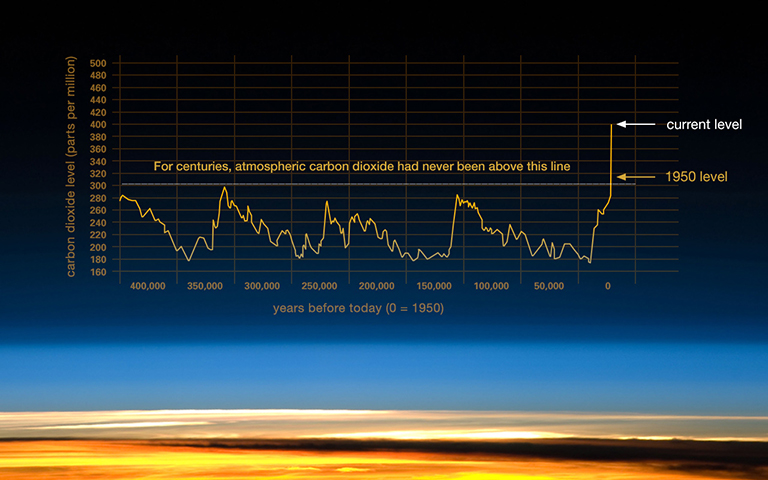
Biểu đồ được xuất bản bởi NASA mô tả mức độ CO2 từ 400.000 năm qua.

Tiêu dùng quá mức là tình huống sử dụng tài nguyên đã vượt qua khả năng bền vững của hệ sinh thái. Nó có thể được đo lường bằng dấu chân sinh thái, một phương pháp kế toán tài nguyên so sánh nhu cầu của con người đối với hệ sinh thái với lượng hệ sinh thái vật chất có thể làm mới. Ước tính chỉ ra rằng nhu cầu hiện tại của nhân loại cao hơn 70%  so với tốc độ tái sinh của tất cả các hệ sinh thái của hành tinh cộng lại. Một mô hình quá mức của việc tiêu thụ quá mức dẫn đến suy thoái môi trường và sự mất mát cuối cùng của các cơ sở tài nguyên.
Tác động chung của nhân loại đối với hành tinh bị ảnh hưởng bởi nhiều yếu tố, không chỉ là số lượng người thô. Lối sống của họ (bao gồm sự sung túc tổng thể và sử dụng tài nguyên) và ô nhiễm mà họ tạo ra (bao gồm cả vết carbon) đều quan trọng như nhau. Năm 2008, Thời báo New York tuyên bố rằng cư dân của các quốc gia phát triển trên thế giới tiêu thụ tài nguyên như dầu mỏ và kim loại với tốc độ gần gấp 32 lần so với những người đang phát triển, chiếm phần lớn dân số loài người.

Giảm lượng khí thải carbon của một người cho các hành động khác nhau.

Những ảnh hưởng của dân số quá mức được kết hợp với tiêu dùng quá mức. Theo Paul R. Ehrlich, phát biểu năm 2017:
Các nước phương Tây giàu có hiện đang hút tài nguyên của hành tinh và phá hủy hệ sinh thái của nó với tốc độ chưa từng thấy. Chúng ta muốn xây dựng đường cao tốc trên khắp Serengeti để có thêm khoáng chất đất hiếm cho điện thoại di động của chúng ta. Chúng ta lấy tất cả cá từ biển, phá hủy các rạn san hô và đưa carbon dioxide vào khí quyển. Chúng ta đã kích hoạt một sự kiện tuyệt chủng lớn [... ] Một dân số thế giới khoảng một tỷ người sẽ có tác động toàn diện cho cuộc sống. Điều này có thể được hỗ trợ trong nhiều thiên niên kỷ và duy trì cuộc sống của con người nhiều hơn trong dài hạn so với sự tăng trưởng không kiểm soát hiện tại của chúng tôi và triển vọng sụp đổ đột ngột [... ] Nếu mọi người tiêu thụ tài nguyên ở cấp độ Hoa Kỳ - đó là điều mà thế giới khao khát - bạn sẽ cần thêm bốn hoặc năm Trái đất. Chúng ta đang phá hỏng các hệ thống hỗ trợ sự sống của hành tinh chúng ta. [31]
Nền văn minh của loài người đã gây ra sự mất mát 83% của tất cả các động vật có vú hoang dã và một nửa thực vật. Những con gà trên thế giới có trọng lượng gấp ba lần tất cả các loài chim hoang dã, trong khi gia súc và lợn được thuần hóa vượt trội hơn tất cả các động vật có vú hoang dã với tỷ lệ gấp 14 lần. Tiêu thụ thịt toàn cầu được dự đoán sẽ tăng hơn gấp đôi vào năm 2050, có thể lên tới 76%, khi dân số toàn cầu tăng lên hơn 9 tỷ, đây sẽ là động lực đáng kể của mất đa dạng sinh học và tăng phát thải GHG.